# Hans Lipschis
Hans Lipschis (ur. 7 listopada 1919, zm. 16 czerwca 2016) – litewski volksdeutsch z czasów II wojny światowej i funkcjonariusz SS pełniący funkcję strażnika w niemieckim nazistowskim obozie koncentracyjnym KL Auschwitz-Birkenau.
Pochodził z Litwy, w czasie wojny otrzymał status volksdeutscha. Według jego własnej relacji od jesieni 1941 r., przez trzy kolejne lata, jako żołnierz SS pracował na terenie obozu Auschwitz-Birkenau w charakterze kucharza. Jak twierdził nie wiedział o dokonywanych tam zbrodniach i nie uczestniczył w nich. Odnalezione dokumenty w Archiwum Federalnym w Koblencji oraz w Państwowym Muzeum Auschwitz-Birkenau w Oświęcimiu wskazują jednak, iż w obozach Birkenau i Auschwitz służył początkowo jako szeregowy esesman w oddziałach wartowniczych Totenkopf, następnie awansował na stopień Rottenführera SS – czyli kierownika sekcji, będącego esesmańskim odpowiednikiem kaprala w wojsku, a okres jego pracy w kantynie obozowej SS był epizodyczny. W obozie służył wpierw w szóstej, a następnie czwartej kompanii wartowniczej, aż do jego likwidacji w 1945 r.
Po zakończeniu działań wojennych, początkowo osiadł w RFN, a następnie w latach 50. XX wieku, wyemigrował do USA, gdzie mieszkał w Chicago. Z kraju został wydalony w 1983 r., po ujawnieniu jego wojennej przeszłości. Po powrocie do Europy zamieszkał w kraju związkowym Badenia-Wirtembergia, w Niemczech.
W kwietniu 2013 r., Centralny Urząd Ścigania Zbrodni Nazistowskich w Ludwigsburgu zapowiedział wdrożenie śledztwa przeciwko 50 mieszkającym w Niemczech byłym strażnikom niemieckiego nazistowskiego obozu koncentracyjnego Auschwitz-Birkenau oraz kilku innych obozów zagłady. Lipschis usłyszał w sprawie zarzut o pomoc w popełnieniu przestępstwa. Precedensem była wcześniejsza sprawa Iwana Demianiuka. Został zatrzymany w maju tego samego roku przez policję kryminalną Badenii-Wirtembergii i osadzony w areszcie śledczym. Przedstawiony mu na jesieni tego samego roku akt oskarżenia zarzucał mu, że – wspierał działalność obozu, a tym samym również akcje służące zagładzie więźniów. Proces odbywał się przed sądem w Ellwangen w Badenii-Wirtembergii.
Według raportu Centrum Szymona Wiesenthala z 2013 r. Lipschis figurował na czwartym miejscu na liście najbardziej poszukiwanych przestępców wojennych.